# 雷扎
雷扎（法語：Rezza，法語發音：[ʁɛtsa]）是法国南科西嘉省的一个市镇，属于阿雅克肖区。

## 地理
雷扎（42°7'31"N, 8°56'35"E）面积13.46 平方千米，位于法国南科西嘉省，该省份位于科西嘉南部，后者为地中海西部的一座岛屿，也是法国的一个单一领土集体，位于法国大陆部分的东南面，意大利半島的西面，最临近的地块是撒丁岛。
与雷扎接壤的市镇（或旧市镇、城区）包括：。

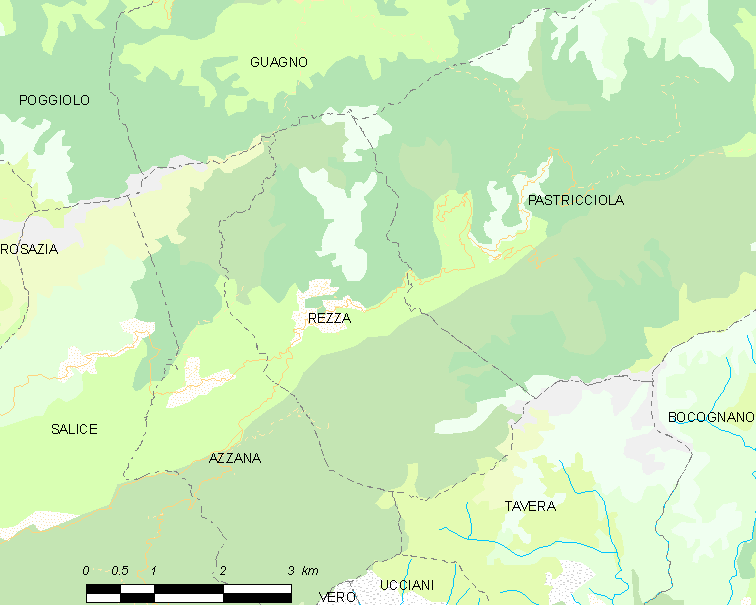
雷扎的OSM定位图

雷扎的时区为UTC+01:00、UTC+02:00（夏令时）。

## 行政
雷扎的邮政编码为20121，INSEE市镇编码为2A259。

## 政治
雷扎所属的省级选区为塞维-索鲁-奇纳尔卡县。

## 人口

1962-2008年间雷扎人口变化图示

雷扎于2022年1月1日时的人口数量为70人。